# آستین

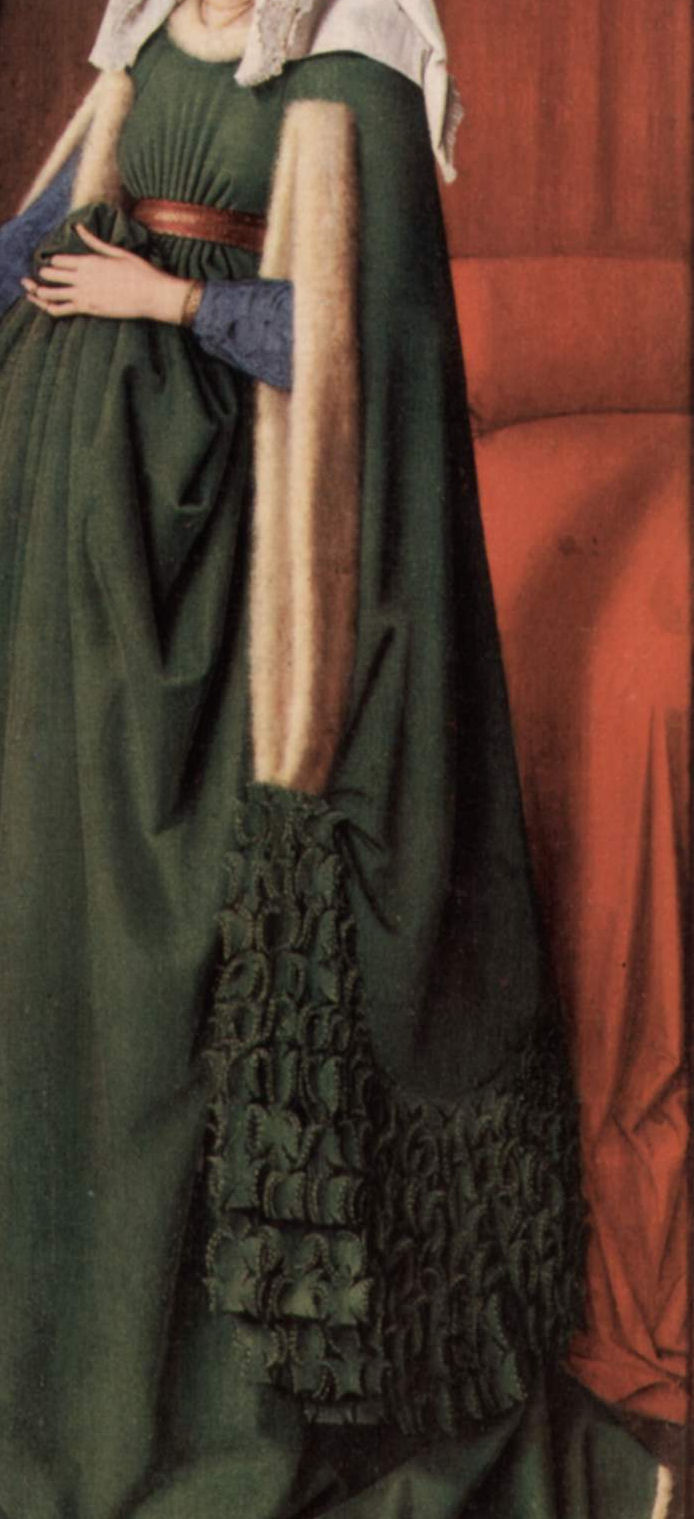
تصویر مربوط به آستین‌های مرسوم در اروپا در قرن ۱۵ میلادی

آستین قسمتی از جامه که دست را پوشد از بن دوش تا بند دست.

## انواع آستین در لباس‌ها
- لباس آستین بلند یا آستین کامل
- لباس آستین حلقه یا بدون آستین که آستین یا وجود ندارد یا بسیار کوتاه است
- لباس آستین ۳ ربع که انتهای آستین بین آرنج و مچ دست قرار دارد
- لباس آستین کوتاه که معمولاً انتهای آستین بین شانه و آرنج تمام می‌شود
- لباس آستین گشاد

انواع آستین لباس زنانه از نظر مدل و دوخت:
1. آستین زنگی: این آستین بالای آرنج بوده در قسمت شانه معمولی است و به تدریج گشاد می‌شود و در بالای آرنج به صورت چین دار جمع می‌شود. بیشتر در لباس‌های بچگانه کاربرد دارد.
2. آستین پفی: مدل کوتاه‌تر آستین زنگی است. آستین بیشاپ: مشابه آستین زنگی بوده ولی بلندی آن تا مچ است و در لباس‌های راحتی مثل لباس خواب کاربرد دارد.
3. آستین رگلان: این مدل آستین در قسمت یقه شروع می‌شود و بیشتر در لباس‌های بافتنی کاربرد دارد.
4. آستین کیمونویی: الگوی این آستین متصل به بدنه لباس است و در لباس‌های راحتی کاربرد دارد.
5. آستین پیراهنی: به مدل کلاسیک آستین پیراهن دکمه دار گفته می‌شود.
6. آستین خفاشی: آستین خفاشی یا دولمن در قسمت زیر بغل گشاد است و در مچ تنگ می‌شود. در بلوزهای مجلسی و مانتوهای گشاد کاربرد دارد.
7. آستین دو تکه: الگوی این آستین دو تکه است و فیت بهتری روی بازو دارد. در کت‌ها و مانتوهای با کیفیت استفاده می‌شود.
8. آستین کلوش: در بالا عادی است و به تدریج گشاد می‌شود.

## کاربرد در ادبیات فارسی
- در ادبیات فارسی کلمه کاربردها و معانی متفاوتی دارد و با کلمه آستین اصطلاح‌های بسیاری ساخته شده‌است:
- که آن شاه و لشکر بدین سو گذشت که از باد کژآستین تر نگشت.[۲]
- چون آستین رنگرزان زآفت زمان برگ رزان بشاخ بر از چند رنگ شد.[۳]
- به آستین خود اندر نهفته دارد زهر اگرچه پیش تو در دستها شکر دارد.[۴]
- آستین پیرهن بنمود زن بس درشت و پروسخ بد پیرهن.[۵]
- در آستین جان تو صد نامه مُدْرَج است و آن را فدای طرّهٔ یاری نمی‌کنی.[۶]

### مثل‌ها
- مار در آستین پروراندن: به آدم بدی اعتماد کردن
- برای کسی آستین بالا زدن: کسی را همسر دادن

## نگارخانه

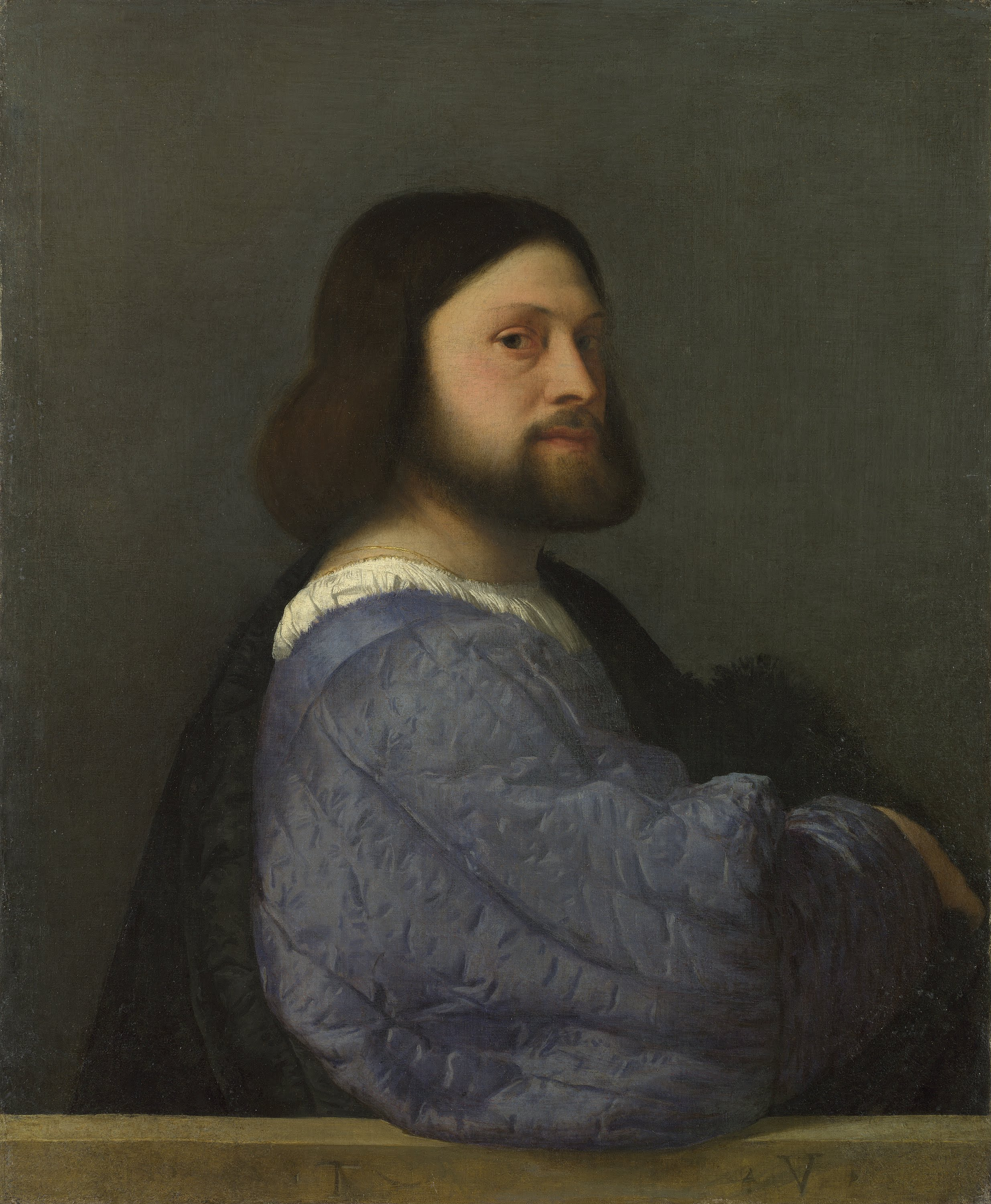
مردی با آستین پنبه‌دوزی‌شده اثر تیسین